# نیروگاه هسته‌ای خلیج شیدائو
نیروگاه هسته‌ای خلیج شیدائو (به لاتین: Shidao Bay Nuclear Power Plant) یک نیروگاه هسته‌ای در چین است که در Rongcheng واقع شده‌است.